# Harry Dym
Harry Dym (* 26. Januar 1938 in Wien; † 18. Juli 2024) war ein israelischer Mathematiker am Weizmann-Institut.

## Leben und Werk
Dym wurde 1965 am Massachusetts Institute of Technology bei Henry P. McKean promoviert (Stationary Measures for the flow of a linear differential equation driven by white noise).
Dym befasst sich mit Analysis (Inverse Probleme, Theorie der Operatoren, Interpolationstheorie, klassische Analysis).
Die Dym-Gleichung, eine exakt lösbare nichtlineare partielle Differentialgleichung 3. Ordnung, die Solitonen beschreibt, ist nach ihm benannt (von Martin Kruskal, der sie Dym zuschrieb).
Zu seinen Doktoranden gehört Doron Zeilberger.

## Schriften
- Herausgeber Topics in Interpolation Theory, Birkhäuser 1997
- Linear Algebra in Action, American Mathematical Society 2007
- mit H. P. McKean Fourier Series and Integrals, Academic Press 1974
- mit H. P. McKean Gaussian processes, function theory, and the inverse spectral problem, Academy Press 1976, Dover 2008
- J contractive matrix functions, reproducing kernel Hilbert spaces and interpolation, AMS 1989
- Herausgeber Topics in Analysis and Operator Theory, Birkhäuser 1989
- mit Vladimir Bolotnikov On boundary interpolation for matrix valued Schur functions, AMS 2006
- mit Damir Z. Arov J-contractive matrix valued functions and related topics, Cambridge University Press 2008